# Subrasaca atronasa
Subrasaca atronasa är en insektsart som beskrevs av Young 1977. Subrasaca atronasa ingår i släktet Subrasaca och familjen dvärgstritar. Inga underarter finns listade i Catalogue of Life.